# Bích-chi Phật

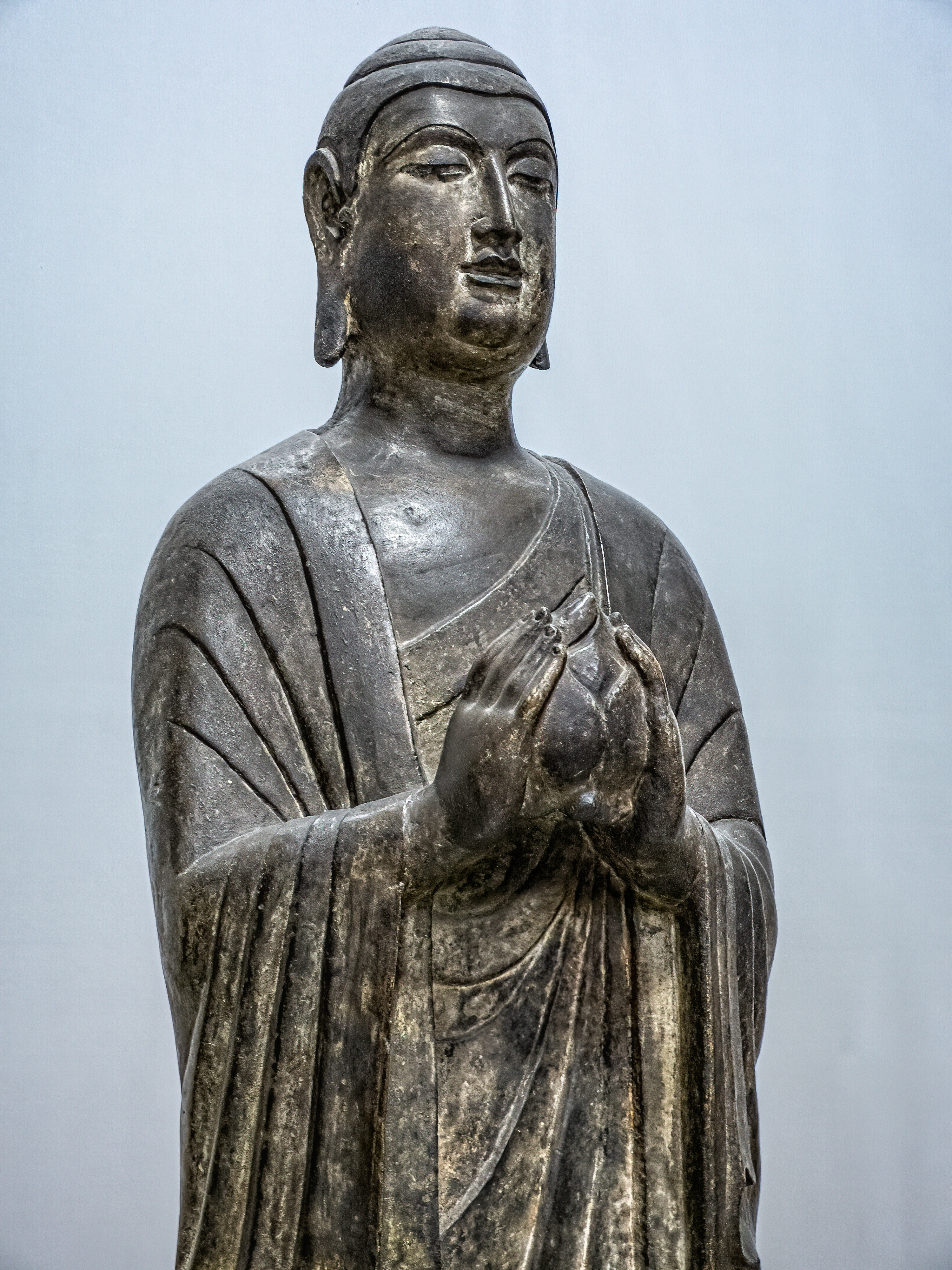
Duyên Giác Phật

Bích-chi Phật (Devanagari: प्रत्येक बुद्ध; Sanskrit: pratyeka-budhha; Pali:pacceka-buddha; chữ Hán: 辟支佛), là Độc giác Phật (chữ Hán: 獨覺佛) hay Duyên giác Phật (chữ Hán: 緣覺佛), là một thuật ngữ dùng trong Phật giáo để chỉ khái niệm về một bậc Thánh theo Phật giáo (thánh quả là người chứng đắc quả vị từ Tu đà hoàn cho đến các quả vị chứng đắc được Niết bàn). Độc giác là tự mình khai ngộ chứng quả khi không có Phật tại thế, Duyên giác là chỉ người tu pháp 12 nhân duyên khi Phật còn tại thế.
Theo Pāli, Độc giác Phật phát xuất từ hợp ngữ Paccekabuddha, bao gồm hai thành tố: Pacceka và Buddha. Pacceka là tính từ chỉ cho sự riêng biệt, một mình; Buddha thường được dịch là bậc tỉnh thức hay bậc giác ngộ. Từ điển của hội Pāli Text Society đã định nghĩa Paccekabuddha là bậc tự mình giác ngộ.
Độc giác Phật có thể có nhiều vị cùng thời xuất hiện trên thế gian trong thời-kỳ không có Đức Phật Chánh Đẳng Giác (như Kinh Thôn Tiên - có 500 vị Độc Giác Phật cùng cư ngụ). Song mỗi Độc giác Phật đều tự mình chứng ngộ chân-lý tứ Thánh-đế không thầy chỉ dạy. Độc giác Phật không thiết lập Tăng đoàn cũng như không chế định ngôn ngữ để thuyết pháp tế độ chúng sinh khác chứng ngộ, giải thoát như Đức Phật.
Trong kinh tạng Nam truyền, tư liệu về hành trạng của một vị Độc giác được ghi nhận trong cả năm bộ Nikāya, nhưng phần lớn được tập trung vào các bộ kinh cũng như các tập chú giải sau:
- Trung Bộ Kinh, kinh Thôn tiên (Isigili Sutta)
- Tăng Chi Bộ Kinh, chương Hai pháp.
- Tiểu Bộ Kinh - Kinh Tập, kinh Con tê ngưu một sừng (Khaggavisāṇa Sutta).
- Tiểu Bộ Kinh - Chuyện Tiền thân (Jataka) có trên 20 truyện trong 547 truyện.
- Tiểu Bộ Kinh - Thánh nhân ký sự (Apadāna), Độc giác ký sự (Paccekabuddhāpadānaṃ).
- Chú giải kinh Tập (Paramatthajotikā II).
- Chú giải kinh Tương Ưng, Chú giải kinh Không liễu tri (Appaṭividitasuttavaṇṇanā)

Theo Tăng Chi Bộ Kinh - Chương Hai Pháp - Phẩm Người (AN.2.52–63), Đức Phật đã dạy có hai bậc Giác ngộ như sau: "Có hai bậc Giác ngộ này, này các Tỷ-kheo. Thế nào là hai? Như Lai, bậc Ứng Cúng, Chánh Ðẳng Giác, và Ðộc Giác Phật. Những vị này, này các Tỷ-kheo, là hai bậc Giác ngộ."